# اکسو، الماتی
اکسو، الماتی (به لاتین: Aksu, Almaty) یک منطقهٔ مسکونی در قزاقستان است که در استان الماتی واقع شده‌است.

## خصوصیات
اکسو ۸۹۲ نفر جمعیت دارد.